# تروور بلوک‌دایک
جان تروور بلوک‌دایک (انگلیسی: John Trevor Blokdyk؛ زادهٔ ۳۰ نوامبر ۱۹۳۵ در کروگرزدراپ، ترانسفال، درگذشتهٔ ۱۹ مارس ۱۹۹۵ در هکپورت، نزدیکی کروگرزدراپ) رانندهٔ مسابقات اتومبیل‌رانی فرمول یک اهل آفریقای جنوبی بود که در فصل ۱۹۶۳، و دوباره در فصل ۱۹۶۵ در مجموع در دو گراند پری شرکت کرد، اما موفق به کسب هیچ امتیازی نشد.
بلوک‌دایک در ۱۹ مارس ۱۹۹۵ بر اثر حمله قلبی در هکپورت، نزدیکی کروگرزدراپ درگذشت.